# Salmijärvi (Jukkasjärvi socken, Lappland, 758095-166460)
Salmijärvi är en sjö i Kiruna kommun i Lappland och ingår i Torneälvens huvudavrinningsområde. Salmijärvi ligger i Torneträsk-Soppero fjällurskog Natura 2000-område.